# Chiến dịch Tomodachi

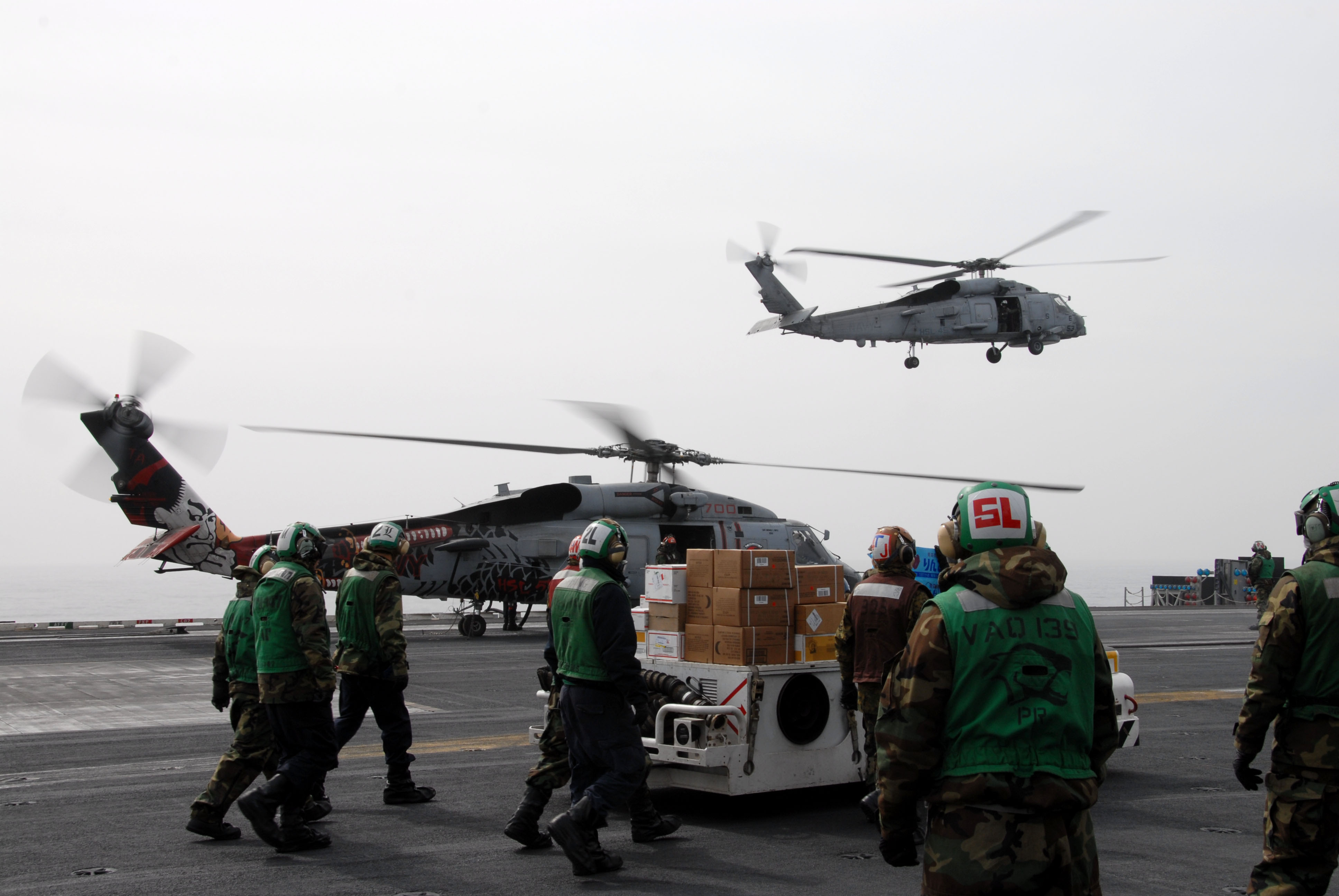
Máy bay trực thăng Mỹ đến cứu trợ nạn nhân Nhật Bản.

Chiến dịch Tomodachi (tiếng Anh: Tomodachi Operation) là một chiến dịch của Quân đội Hoa Kỳ nhằm cứu hộ các nạn nhân của thảm họa động đất và sóng thần Tohoku 2011. Hầu hết các căn cứ quân Mỹ tại Nhật đều được động viên tham gia chiến dịch này.

## Tàu chiến
Hải quân Hoa Kỳ đã phái 10 tàu chiến đến Nhật Bản cứu trợ. Một số tàu chiến Mỹ đang ở nước ngoài đã được huy động chở hàng cứu trợ của nước ngoài tới cho Nhật Bản. Tàu đổ bộ và phà cao tốc của Hải quân Mỹ cũng được điều động tham gia chiến dịch.

## Máy bay
Các máy bay trực thăng và máy bay hạ cánh cứng của hải quân và thủy quân lục chiến Hoa Kỳ được huy động vào việc cấp nhiên liệu cho trực thăng của Quân đội Nhật Bản, tìm kiếm và cứu hộ, cũng như phân phát lương thực.